# Jorge Escala
Jorge Elías Escala Zambrano (Ventanas, 8 de enero de 1970) es un político y profesor ecuatoriano, militante de Unidad Popular, presidente de la Unión Nacional de Educadores (UNE), asambleísta constituyente y nacional. Entre algunos de los hechos más destacados de su carrera esta su oposición al Convención de las Naciones Unidas sobre el Derecho del Mar (CONVEMAR) por supuestamente atentar a la soberanía nacional.
Para las elecciones de 2025 fue candidato presidencial por su partido, Unidad Popular.

## Biografía

### Estudios y docencia
Jorge Escala, realizó sus estudios en la Escuela Fiscal Real Audiencia de Quito, en su natal Ventanas, en el Colegio Nacional Vicente Rocafuerte y el Instituto Normal Leónidas García de Guayaquil.
Fue Presidente de la Asociación de Egresados de los Institutos Normales Leonidas García y Rita Lecumberri. En el campo laboral ha sido Director de la escuela número 24 de mayo del Cantón Samborondón, de la Escuela Fiscal Progreso para El Suburbio, y el Centro Educativo Matriz G6. 

### Dirigente sindical y político
Como dirigente de la Unión Nacional de Educadores, fue delegado por la Provincia del Guayas a la Comisión de Ingresos y Cambios de Nivel Primario, Presidente de la UNE en el Cantón Samborondón, Presidente del frente provincial de Vanguardia, Presidente de la UNE del Guayas y Presidente Nacional de la UNE.
En el 2007 fue asambleísta constituyente por el Movimiento Popular Democrático (MPD) y en el 2008, miembro de la Comisión de Fiscalización, apodada como Congresillo. En el 2009 fue elegido asambleísta nacional por el mismo partido. Durante el desempeño de sus funciones lideró el bloque legislativo de este partido en el cual fue uno de los principales opositores al CONVEMAR considerándolo un acto de "traición a la patria" al reducir a tan solo 12 millas de mar el territorio ecuatoriano. En el año 2012 buscó destituir a Ricardo Patiño por el caso de la "Narcovalija" pero el pedido no prosperó con una mitad en contra y otra a favor en la Asamblea.
En el 2014 desaparece el MPD y es reemplazado por el Movimiento Unidad Popular del cual sería nombrado tercer coordinador nacional a la vez que director provincial en el Guayas hasta el 4 de junio de 2016 cuando en este último cargo lo reemplaza Alonso López.
Tras el Paro Nacional de 2022 es investigado por paralización de servicios públicos, siendo notificado de esto a través de una llamada telefónica.

## Sucesión
| Predecesor: Ernesto Castillo                                       | Presidente de la Unión Nacional de Educadores 2004 - 2007                                                  | Sucesor: Mery Zamora                                                                    |
| Predecesor: Gustavo Terán Acosta                                   | Jefe del Bloque Legislativo del Movimiento Popular Democrático 30 de noviembre de 2007 - 9 de mayo de 2013 | Sucesor: Pepe Acacho (Jefe del Bloque del UPI) Milton Gualán (Único Legislador del MPD) |
| Predecesor: Laura Armas Tipán                                      | Segundo Coordinador Nacional del Movimiento Popular Democrático 19 de enero de 2008 - 4 de octubre de 2011 | Sucesor: Karla Calapaqui                                                                |
| Predecesor: Eduardo Medina (Director Provincial del MPD en Guayas) | Director Provincial en Guayas del Movimiento Unidad Popular 27 de septiembre de 2014 - 4 de junio de 2016  | Sucesor: Alonso López                                                                   |
| Predecesor: Eduardo Medina (Tercer Coordinador Nacional del MPD)   | Tercer Coordinador Nacional del Movimiento Unidad Popular 27 de septiembre de 2014 - Actualidad            | Sucesor: En el cargo                                                                    |